# Copa del Japó (hípica)

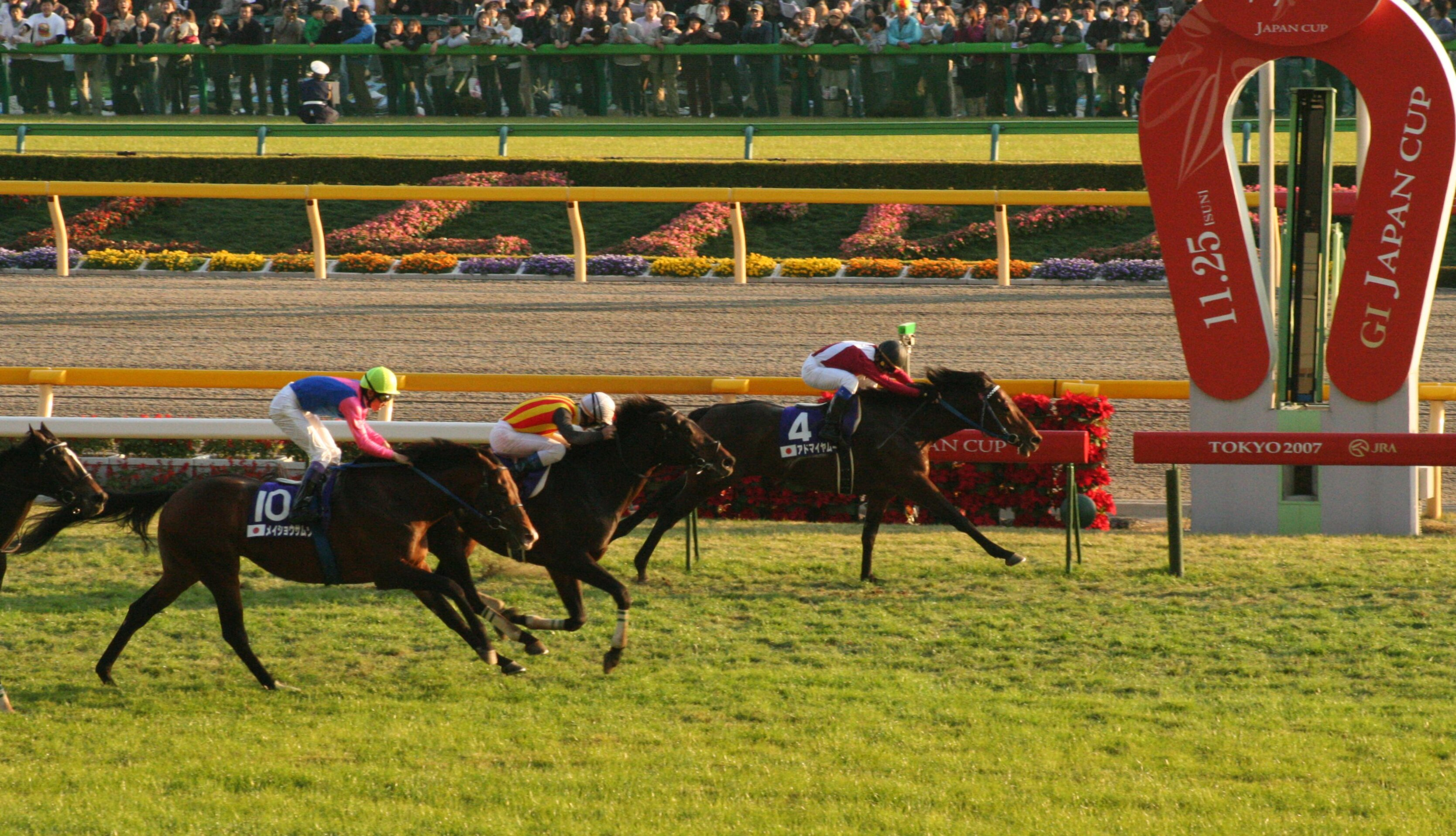
Imatge de la Copa del Japó de 2007

La Copa del Japó és la cursa de cavalls més prestigiosa del Japó. Es disputa a finals de novembre a l'Hipòdrom de Tòquio de Fuchu, Tòquio amb una distància total de 2400 metres sobre herba. És una cursa de grau I reservada als cavalls que tinguin tres o més anys i amb un premi de 533 milions de iens (3.426.724 euros l'any 2006) és una de les curses de cavalls més ben dotades del món.
La participació en la Copa del Japó és per invitació. Durant la seva història, relativament curta, la cursa s'ha establert com a competició veritablement internacional amb guanyadors del Japó, Amèrica del Nord, la Gran Bretanya, Austràlia, Nova Zelanda, Irlanda, França, Alemanya i Itàlia.
La Copa del Japó ha produït algunes de les arribades més memorables vistes en l'hípica japonesa. Junt amb el Prix de l'Arc de Triomphe i la Copa de Reproductors, aquesta cursa és un dels grans esdeveniments de finals de l'any.
L'Associació de Curses del Japó va crear la Copa del Japó com un esdeveniment obert a altres països perquè els cavalls de curses locals tinguessin l'oportunitat de competir contra cavalls de calibre internacional i promoure l'entesa en la comunitat de curses a escala mundial.

## Palmarès des del 1981
| Any  | Guanyador        | Edat | Joquei               | Entrenador          | Propietari                 | Temps  |
| 1981 | Mairzy Doates    | 5    | Cash Asmussen        | John Fulton         | Arno Schefler              | 2:25.3 |
| 1982 | Half Iced        | 3    | Don MacBeth          | Stanley M. Hough    | Bertram R. Firestone       | 2:27.1 |
| 1983 | Stanerra         | 5    | Brian Rouse          | Frank Dunne         | Frank Dunne                | 2:27.6 |
| 1984 | Katsuragi Ace    | 4    | Katsuichi Nishiura   | Kazumi Domon        | Ichizo Node                | 2:26.3 |
| 1985 | Symboli Rudolf   | 4    | Yukio Okabe          | Yuji Nohira         | Symboli Bokujo             | 2:28.8 |
| 1986 | Jupiter Island   | 7    | Pat Eddery           | Clive Brittain      | Marquès de Tavistock       | 2:25.0 |
| 1987 | Le Glorieux      | 3    | Alain Lequeux        | Robert Collet       | Sieglinde Wolf             | 2:24.9 |
| 1988 | Pay The Butler   | 4    | Chris McCarron       | Robert J. Frankel   | Edmund A. Gann             | 2:25.5 |
| 1989 | Horlicks         | 6    | Lance O'Sullivan     | Dave O'Sullivan     | Graham de Gruchy           | 2:22.2 |
| 1990 | Better Loosen Up | 5    | Michael Clarke       | David Hayes         | Gabe Farrah, et al.        | 2:23.2 |
| 1991 | Golden Pheasant  | 5    | Gary Stevens         | Charles Whittingham | McNall / Gretzky           | 2:24.7 |
| 1992 | Tokai Teio       | 4    | Yukio Okabe          | Shoichi Matsumoto   | Masanori Uchimura          | 2:24.6 |
| 1993 | Legacy World     | 4    | Hiroshi Kawachi      | Hideyuki Mori       | Horse Tajima Co.           | 2:24.4 |
| 1994 | Marvelous Crown  | 4    | Katsumi Minai        | Makoto Osawa        | Sadao Sasahara             | 2:23.6 |
| 1995 | Lando            | 5    | Michael Roberts      | Heinz Jentzsch      | Gestüt Haus Ittlingen      | 2:24.6 |
| 1996 | Singspiel        | 4    | Frankie Dettori      | Michael Stoute      | Xeic Mohammed              | 2:23.8 |
| 1997 | Pilsudski        | 5    | Michael Kinane       | Michael Stoute      | Lord Weinstock             | 2:25.8 |
| 1998 | El Condor Pasa   | 3    | Masayoshi Ebina      | Yoshitaka Ninomiya  | Takashi Watanabe           | 2:25.9 |
| 1999 | Special Week     | 4    | Yutaka Take          | Toshiaki Shirai     | Hiroyoshi Usuda            | 2:25.5 |
| 2000 | T M Opera O      | 4    | Ryuji Wada           | Ichizo Iwamoto      | Masatsugu Takezono         | 2:26.1 |
| 2001 | Jungle Pocket    | 3    | Olivier Peslier      | Sakae Watanabe      | Yomoji Saito               | 2:23.8 |
| 2002 | Falbrav [1]      | 4    | Frankie Dettori      | Luciano d'Auria     | Scuderia Rencati           | 2:12.2 |
| 2003 | Tap Dance City   | 6    | Tetsuzo Sato         | Shozo Sasaki        | Yushun Horse Syndicate     | 2:28.7 |
| 2004 | Zenno Rob Roy    | 4    | Olivier Peslier      | Kazuo Fujisawa      | Shinobu Oosako             | 2:24.2 |
| 2005 | Alkaased         | 5    | Frankie Dettori      | Luca Cumani         | Michael Charlton           | 2:22.1 |
| 2006 | Deep Impact      | 4    | Yutaka Take          | Yasuo Ikee          | Kaneko Makoto Holdings Co. | 2:25.1 |
| 2007 | Admire Moon      | 4    | Yasunari Iwata       | Hiroyoshi Matsuda   | Darley Japan Farm Co. Ltd. | 2:24.7 |
| 2008 | Screen Hero      | 4    | Mirco Demuro         | Yuichi Shikato      | Teruya Yoshida             | 2:25.5 |
| 2009 | Vodka            | 5    | Christophe Lemaire   | Katsuhiko Sumii     | Yuzo Tanimizu              | 2:22.4 |
| 2010 | Rose Kingdom [2] | 3    | Yutaka Take          | Kojiro Hashiguchi   | Sunday Racing              | 2:25.2 |
| 2011 | Buena Vista      | 5    | Yasunari Iwata       | Hiroyoshi Matsuda   | Sunday Racing Co Ltd       | 2:24.2 |
| 2012 | Gentildonna      | 3    | Yasunari Iwata       | Sei Ishizaka        | Sunday Racing Co Ltd       | 2:23.1 |
| 2013 | Gentildonna      | 4    | Ryan Moore           | Sei Ishizaka        | Sunday Racing Co Ltd       | 2:26.1 |
| 2014 | Epiphaneia       | 4    | Christophe Soumillon | Katsuhiko Sumii     | U Carrot Farm              | 2:23.1 |
| 2015 | Shonan Pandora   | 4    | Kenichi Ikezoe       | Tomokazu Takano     | Tetsuhide Kunimoto         | 2:24.7 |
| 2016 | Kitasan Black    | 4    | Yutaka Take          | Hisashi Shimizu     | Ono Shoji                  | 2:25.8 |
| 2017 | Cheval Grand     | 5    | Hugh Bowman          | Yasuo Tomomichi     | Kazuhiro Sasaki            | 2:23.7 |
| 2018 | Almond Eye       | 3    | Christophe Lemaire   | Sakae Kunieda       | Silk Racing Co, Ltd        | 2:20.6 |
| 2019 | Suave Richard    | 5    | Oisin Murphy         | Yasushi Shono       | NICKS Co, Ltd              | 2:25.9 |

1  La cursa del 2002 es va córrer a Nakayama sobre una distància de 2.200 metres.